# Gilton Ribeiro
Gilton Ribeiro (født 25. marts 1989) er en brasiliansk fodboldspiller.